# Paul Gravet
Paul Arthur Gravet (* 18. Dezember 1995 in Nantes) ist ein schweizerisch-französischer Basketballspieler.

## Laufbahn
Gravet, dessen Vater aus der Schweiz stammt, spielte in der Nachwuchsbewegung des französischen Vereins Hermine de Nantes Atlantique und erhielt zudem Kurzeinsätze in der Herrenmannschaft in der zweithöchsten französischen Spielklasse. 2016 wechselte er zum Nationalligisten Lions de Genève.
Ende Juni 2018 gab Nationalligist Fribourg Olympic Gravets Verpflichtung bekannt. Er wurde mit der Mannschaft 2019 und 2021 Schweizer Meister. In der Saison 2021/22 kamen ein weiterer Schweizer Meistertitel sowie der Schweizer Cupsieg, der Sieg im Ligacup und der Sieg im Supercup hinzu. 2023 gewann Gravet mit Fribourg in der Schweiz erneut die Meisterschaft sowie den Pokalwettbewerb.
Gravet nahm im Sommer 2023 ein Angebot der Lions de Genève an. 2025 wurde er mit der Mannschaft Schweizer Pokalsieger und Meister. Gravet erhielt die Auszeichnung als bester Spieler des Finals um die Schweizer Meisterschaft.

### Nationalmannschaft
2015 nahm Gravet mit der U20-Nationalmannschaft der Schweiz an der B-Europameisterschaft teil und war im Turnierverlauf mit einem Schnitt von elf Punkten pro Partie drittbester Korbschütze der Mannschaft. 2017 erhielt er seine erste Berufung in die Herren-„Nati“.